# Аласак
Аласак (фр. Allassac) насеље је и општина у централној Француској у региону Лимузен, у департману Корез која припада префектури Бриве ла Гајар.
По подацима из 2011. године у општини је живело 3.829 становника, а густина насељености је износила 98,15 становника/km². Општина се простире на површини од 39,01 km². Налази се на средњој надморској висини од 170 метара (максималној 387 m, а минималној 103 m).

## Демографија
| 1962. | 1968. | 1975. | 1982. | 1990. | 1999. | 2011. |
| ----- | ----- | ----- | ----- | ----- | ----- | ----- |
| 3.277 | 3.448 | 3.474 | 3.532 | 3.379 | 3.366 | 3.829 |

График промене броја становника у току последњих година